# Kościół poewangelicki w Kopanicy
Kościół poewangelicki – dawna świątynia protestancka znajdująca się w dawnym mieście, obecnie wsi Kopanica, w powiecie wolsztyńskim, w województwie wielkopolskim.
Jest to świątynia wzniesiona w latach 1858-59, w stylu neoromańskim, posiada kwadratową wieżę pozbawioną dachu hełmowego, który zawalił się w 1945 roku. Po zakończeniu II wojny światowej kościół pełnił funkcję magazynu, obecnie nie jest użytkowany.
Do rejestru zabytków pod numerem 189/Wlkp/A z 25.06.2004 wpisany jest kościół oraz cmentarz przykościelny.